# Schip van Theseus

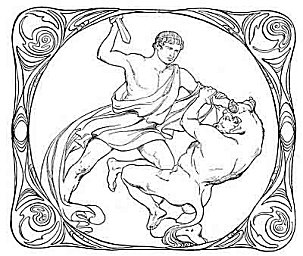
De Grieks-mythologische Theseus in gevecht met de Minotaurus

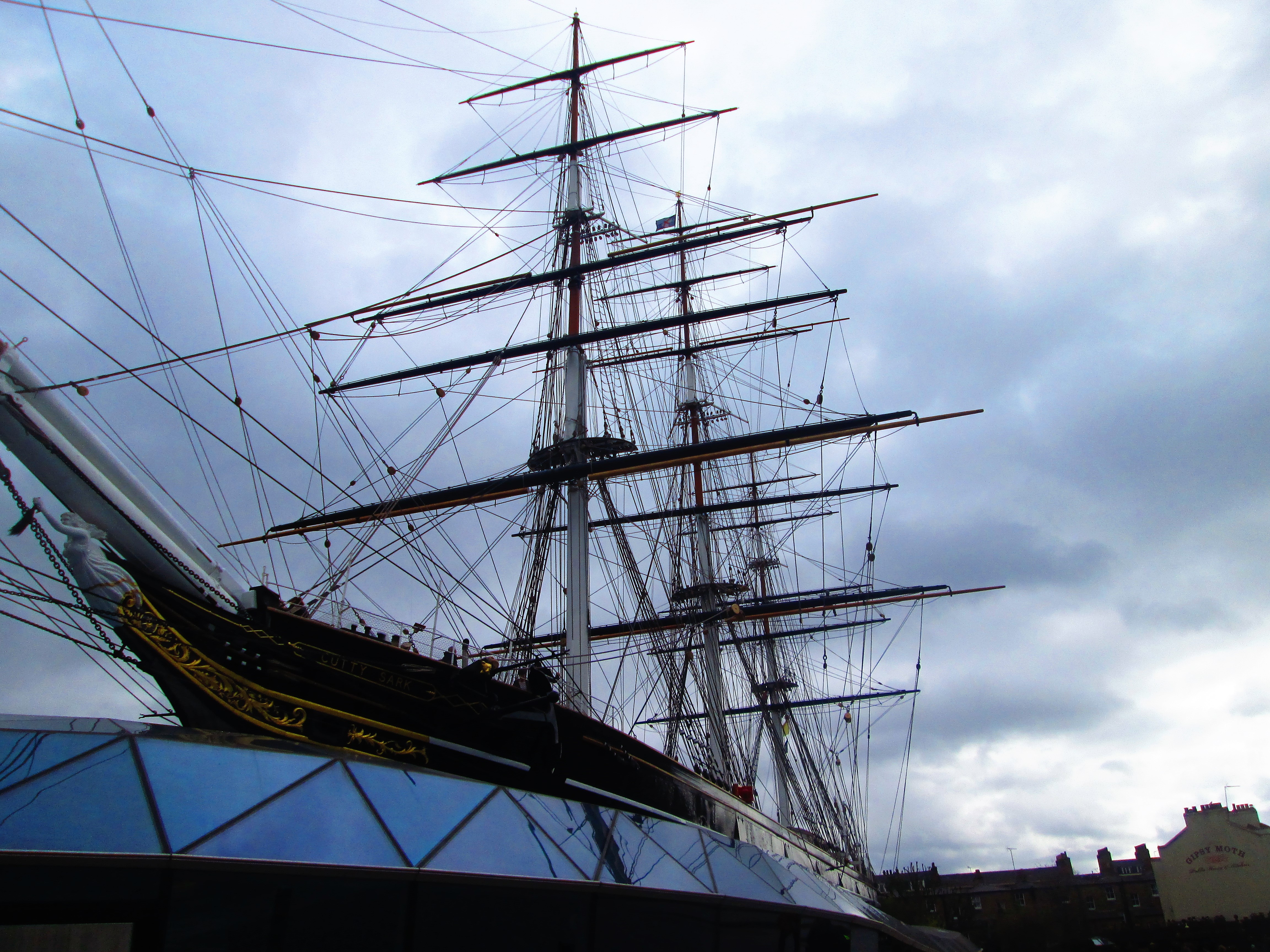
De Cutty Sark uit 1869, nu een museumstuk. Heeft jarenlang dienst gedaan op zeereizen en onderdelen werden vervangen. In 2007 brandde het gedeeltelijk uit waarna het gerestaureerd werd. Men kan zich daarom afvragen of het nog wel het originele schip is, of een replica.

Het Schip van Theseus is een gedachte-experiment waarbij de identiteit van een voorwerp of persoon in twijfel wordt getrokken. Dit vraagstuk is vernoemd naar Theseus, een zeeheld uit de Griekse mythologie, een van de Argonauten. Het is naar hem vernoemd met het idee dat zijn schip als museumstuk in een haven bewaard zou worden.
Het idee is als volgt: stel, er is een schip. En dat schip heeft een naam en dus een bepaalde identiteit. Dat schip is onderhevig aan slijtage en de onderdelen worden stuk voor stuk vervangen. Honderd jaar later wordt het laatste onderdeel vervangen en is niets aan het schip nog origineel. De vraag is nu: Is het nog wel het originele schip? Juridisch gezien wel en gevoelsmatig wellicht ook, maar materieel gezien niet meer. Als geconcludeerd wordt dat het schip niet meer origineel is, wanneer trekt men die conclusie dan? Als één onderdeel vervangen is, bij de helft van de onderdelen of pas als het laatste onderdeel vervangen is?
De Britse filosoof Thomas Hobbes ging nog wat verder. Zijn gedachte-experiment luidde als volgt: stel nu dat iemand alle originele delen van het schip verzameld heeft. En stel dat die deze onderdelen gebruikt om een tweede schip te bouwen. Welk van de twee schepen, het 'bewaarde' of 'het gerestaureerde', is dan het 'originele' schip?
Dezelfde vraag is te stellen bij de mens. Het menselijk lichaam vervangt zijn cellen ook één voor één in de loop der jaren, totdat alleen de ooglenzen en sommige zenuwcellen in het centraal zenuwstelsel nog 'origineel' zijn.